# Côte de Sanriku
La côte de Sanriku (三陸海岸, Sanriku-kaigan) est le nom donné à une portion du littoral dans le nord-est de Honshū au Japon. Elle est baignée par l'océan Pacifique.

## Origine du nom
Le nom de la côte fait référence à la région de Sanriku, qui regroupe les trois anciennes provinces de Rikuō, Rikuchū et Rikuzen.

## Géographie

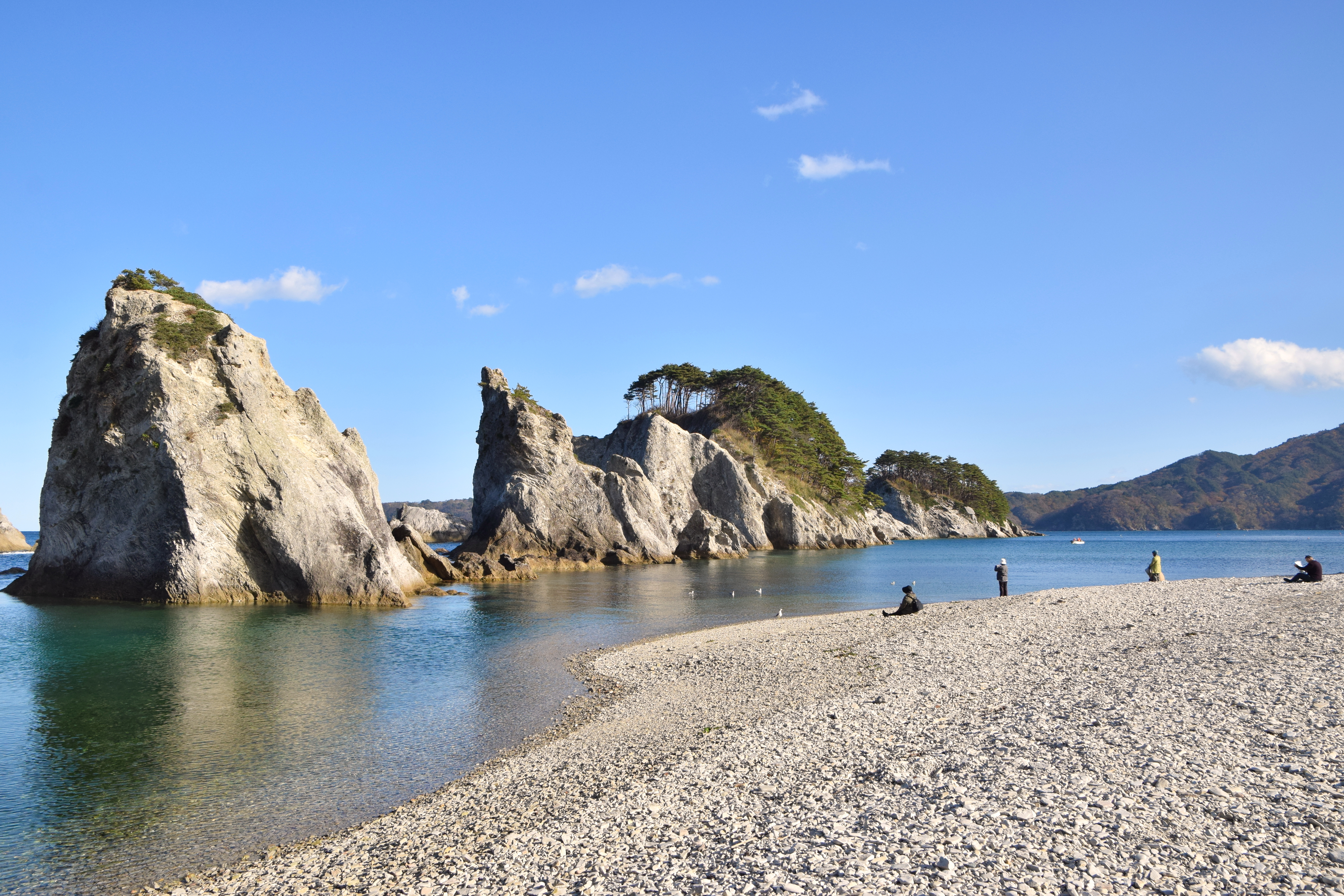
La plage de Jōdoga dans le centre de la côte de Sanriku.

La côte de Sanriku est située dans le nord-est de l'île de Honshū, dans la région de Tōhoku. Elle s'étend sur 600 km, de Hachinohe dans la préfecture d'Aomori au nord, en passant par la préfecture d'Iwate et jusqu'à la péninsule d'Oshika dans la préfecture de Miyagi au sud. La partie nord est caractérisée par des falaises abruptes et la partie sud, depuis Miyako dans la préfecture d'Iwate, par ses rias.

## Séismes et tsunamis
La côte de Sanriku est une zone fréquemment touchée par les séismes et les tsunamis et elle a connu un certain nombre de catastrophes liées à des tsunamis particulièrement graves dans le passé (comme ceux de 1896, 1933, 1960 et 2011). Les rias ont tendance à amplifier le pouvoir destructeur des vagues du tsunami.